# Feliks Drożdżowski
Feliks Drożdżowski (ur. 15 października 1949 w Połańcu
, zm. 1 maja 2020 w Żywcu) – polski szpadzista, trener i nauczyciel.

## Życiorys
Był synem Józefa i Emilii. Ukończył Technikum MPC w Mielcu, gdzie w 1968 uzyskał maturę. Od 1966 trenował szermierkę pod kierunkiem Emilii Drabik w barwach GKS „Gryf” Mielec, już w kolejnym roku uzyskując II klasę sportową oraz kończąc kurs instruktorski. Dwukrotnie w latach 1968 i 1969 zdobywał mistrzostwo okręgu rzeszowskiego juniorów w szpadzie. W 1969 został także powołany do kadry narodowej juniorów w szpadzie. Od 1971 reprezentował barwy GKS Katowice. Był wielokrotnym reprezentantem Polski w szpadzie w kategorii seniorów oraz wielokrotnym medalistą mistrzostw Polski w szpadzie. W 1974 i 1976 został mistrzem Polski drużynowo, w 1974 i 1983 wicemistrzem Polski indywidualnie, w 1971, 1978, 1980 i 1984 wicemistrzem Polski drużynowo, w 1976 zdobył brązowy medal indywidualnie, w 1972, 1973, 1983 i 1986 brązowy medal drużynowo. W 1974 wystąpił na mistrzostwach świata seniorów w Grenoble. 
Był również trenerem sekcji szermierczej GKS Katowice (1983-1990). Pracował jako nauczyciel w Zespole Szkół Technicznych i Leśnych w Żywcu. 
Zmarł 1 maja 2020. Został pochowany na cmentarzu miejskim na Wzgórzu Bułgarskim w Żywcu.